# Jimmy Stahr
Jimmy Stahr (født 6. maj 1935, død 2. juni 2017) var en dansk radiovært og folketingsmedlem. Efter sin pensionering fungerede han stadig som foredragsholder.
I 1962 blev han ansat som freelancemedarbejder i Danmarks Radio. I 1967 blev han fastansat, og i 1968–77 var han daglig leder af DR's småbørnsudsendelser i radio og på tv. Som radiovært er han bl.a. kendt for spørgebrevkassen for børn Spørg Olivia samt ønskeprogrammet Giro 413.
DR udgav i 2002 Stahrs bog I anledning af - historien om Giro 413, hvor han gennemgik det populære radioprograms 55-årige historie, — værter, lyttere og karakteriserende melodier.
Jimmy Stahr var medlem af Folketinget for Socialdemokratiet i 1977–94. I 1992 meddelte han, at han ikke ville genopstille til næste valg, efter han var blevet taget for butikstyveri.